# Паоло Конте
Паоло Конте (італ. Paolo Conte; нар. 6 січня 1937 Асті, Італія) — італійський співак, піаніст і композитор, відомий завдяки своєму незвичайному голосу, барвистим і романтичним композиціям (що викликає асоціації як з італійською і середземноморською музикою, так і з південноамериканськими ритмами і франкомовними виконавцями, такими як Жак Брель і Жорж Брассенс) і його задумливою, іноді меланхолійною, лірикою.

## Біографія
Паоло Конте народився в Асті 6 січня 1937 року. Вже в юності починає захоплюватися, як і дотепер — американським джазом і образотворчими мистецтвами. Як любитель джазу він грає на вібрафоні в ансамблях свого міста, бере участь у гастрольних поїздках («Національний Фестиваль джазу в Сан Вінсенте») і навіть посідає третє місце, виступаючи за Італію в міжнародній телевікторині в Осло. Складати пісні починає спонтанно, майже інтуїтивно: спочатку з братом Джорджо, а потім продовжує писати їх самостійно слідами вражень, ввібравши з самого життя, книг і кіно. В середині 1960-х років стає дуже відомим завдяки таким своїм композиціям, як «La coppia piu bella del mondo» (укр. «Найкрасивіша пара у світі») і «Azzurro», виконані Адріано Челентано, «Insieme a te non ci sto piu» (укр. «З тобою я більше не разом»), у виконанні Катерини Казеллі, пісня «Tripoli '69», виконана Патті Право, «Messico e nuvole», заспіваною Енцо Яначчі, «Genova per noi» і «Onda su onda», виконані Бруно Лауці, та багатьма іншими своїми піснями.

## Дискографія
- Paolo Conte (1974)
- Paolo Conte (1975)
- Un gelato al limon (1979)
- Paris milonga (1981)
- Appunti di viaggio (1982)
- Paolo Conte (1984)
- Concerti (1985, live)
- Aguaplano (1987)
- Paolo Conte Live (1988, live)
- Parole d'amore scritte a macchina (1990)
- Wanda, stai seria con la faccia ma però (1992, збірник)
- '900 (1992)
- Tournée (1993 live)
- Una faccia in prestito (1995)
- The best of Paolo Conte (1996, сборник)
- Tournée 2 (1998 live)
- Razmataz (2000)
- Reveries (2003, збірник)
- Elegia (2004)
- Paolo Conte Live Arena di Verona (2005, live)
- Wonderful (2006, збірник)
- Psiche (2008)